# Secure copy
Secure copy lub SCP – bezpieczny transfer plików pomiędzy komputerem lokalnym a zdalnym lub między dwoma zdalnymi komputerami, korzystający z protokołu Secure Shell (SSH). Skrót SCP powstał z nazwy protokołu SSH oraz polecenia cp.

## Protokół SCP
- SCP (od ang. secure copy) – protokół SCP jest bardzo podobny do protokołu RCP (BSD), jednak w przeciwieństwie do niego korzysta z szyfrowanego połączenia podczas transferu, dzięki temu podsłuchanie transmisji jest zdecydowanie trudniejsze. Sam protokół SCP nie zapewnia uwierzytelniania, opiera się on na protokole SSH. Protokół SCP zajmuje się tylko transmisją plików, jego przewagą nad protokołem FTP jest to, że oprócz szyfrowania potrafi również przekazać razem z plikiem jego podstawowe atrybuty (np. uprawnienia).

## Uniksowe polecenie SCP
- scp – polecenie scp jest to klient protokołu SCP umożliwiający „bezpieczne kopiowanie” plików; jest dostarczane razem z SSH.

### Składnia polecenia (UNIX)
```
     scp [-1246BCpqrv] [-c szyfr] [-F plik_konfiguracyjny_ssh] [-i plik_tożsamości]
     [-l limit] [-o opcje ssh] [-P port] [-S program]
     [[użytkownik@]]host1:]plik1 [...] [[użytkownik@]]host2:]plik2
```

### Opis opcji poleceniascp
| Argument                   | Znaczenie |
| -------------------------- | --- |
| -1                         | Wymuszenie użycia pierwszej wersji protokołu.                                                                 |
| -2                         | Wymuszenie użycia drugiej wersji protokołu.                                                                   |
| -4                         | Wymuszenie użycia tylko adresów IPv4.                                                                         |
| -6                         | Wymuszenie użycia tylko adresów IPv6.                                                                         |
| -B                         | Tryb wsadowy.                                                                                                 |
| -C                         | Włącza kompresję, przekazanie flagi -C do programu ssh                                                        |
| -p                         | Zachowanie atrybutów pliku, takich jak czasy modyfikacji oraz dostępu, prawa.                                 |
| -q                         | Wyłączenie wyświetlania pasku postępu.                                                                        |
| -r                         | Kopiuje całe katalogi (rekurencyjnie).                                                                        |
| -v                         | Tryb wyświetlania informacji (debug), pomocne przy sprawdzaniu problemów z połączeniem.                       |
| -c szyfr                   | Wybranie rodzaju szyfru używanego do kodowania danych.                                                        |
| -F plik_konfiguracyjny_ssh | Określenie innego niż domyślny pliku konfiguracyjnego ssh.                                                    |
| -i plik_tożsamości         | Podanie pliku, który zawiera klucz prywatny dla uwierzytelnienia RSA                                          |
| -l limit                   | Limit transferu danych w Kb/s.                                                                                |
| -o opcje ssh               | Opcja używana do przekazywania parametrów do ssh, opcje muszą być podane w formacie opisanym w ssh_config(5). |
| -P port                    | Port, do którego klient ma się podłączyć.                                                                     |
| -S program                 | Przekazanie nazwy programu do tworzenia zakodowanego połączenia.                                              |

### Przykłady użycia
- Kopiowanie pliku ze zdalnej lokalizacji na lokalny dysk

```
     $ scp uzytkownik@serwer.pl:/scieżka/plik_serwer plik_lokalny
```

- Kopiowanie pliku z dysku lokalnego do zdalnej lokalizacji

```
     $ scp plik_lokalny uzytkownik@serwer.pl:/sciezka/plik_serwer
```

## Implementacja
- Serwery
  - OpenSSH
- Klienty
  - Wieloplatformowe
    - PuTTY PSCP

  - Microsoft Windows
    - WinSCP
    - FileZilla
    - Wtyczka do Total Commandera (SFTP Plugin)
    - SecureFX

  - Unix / Linux
    - OpenSSH
    - Midnight Commander obsługa SCP (opcja połączenie przez powłokę)

  - Mac OS X
  - MacSSH
  - NiftyTelnet SSH